# Danny Boyle
Danny Boyle (Radcliffe, Lancashire, 20. listopada 1956.) britanski je redatelj i producent. Najpoznatiji je po filmovima Sasvim malo ubojstvo, Trainspotting, 28 dana poslije i Milijunaš s ulice. Za potonji Boyle je osvojio brojne nagrade, uključujući Oscar za najboljeg redatelja.

## Vanjske poveznice
- Danny Boyle u internetskoj bazi filmova IMDb-u (engl.)